# Félix Sellier
Félix Sellier (2 de janeiro de 1893, Spy - 16 de abril de 1965, Gembloux) foi um ciclista profissional belga.
Atuou profissionalmente entre 1919-1928.

## Premiações
- 1921
  - vencedor da etapa 13 do Tour de France
- 1922
  - vencedor da etapa 14 e terceiro na classificação geral do Tour de France
- 1925
  - vencedor da Paris-Roubaix
- 1926
  - vencedor da etapa 4 do Tour de France